# Parti républicain progressiste (Turquie)

Logo du parti républicain progressiste (Turquie)

Le Terakkiperver Cumhuriyet Fırkası ou TCF (« Parti républicain progressiste ») est le premier parti politique d'opposition créé en Turquie après l'accession au pouvoir de Mustafa Kemal.
Il a été fondé le 17 octobre 1924 par Ali Fuat Cebesoy, Kazım Karabekir, Refet Bele, Rauf Orbay et Adnan Adıvar et banni par le gouvernement turc le 5 juin 1925 avec pour prétexte la rébellion du Cheikh Saïd.
En politique intérieure, le parti soutenait une démocratie libérale, mais fut accusé par le gouvernement d'être de tendance islamique. En fait, un des points de désaccord avec M. Kemal portait sur le rythme de certaines réformes, notamment l'abolition du califat, mais pas sur l'abolition en tant que telle. Le dirigeant du parti, Kazım Karabekir (1882-1948), était un général à la retraite, héros de la guerre d'indépendance turque, député d'Istanbul depuis 1923 et ami personnel d'İsmet İnönü, le numéro 2 du régime kémaliste et futur président de la République. Ce parti n'a jamais été autorisé à participer à des élections, mais il comptait à sa création 29 députés issus des rangs du Parti républicain du peuple de Mustafa Kemal. 
Après la révolte du Cheikh Saïd et une tentative d'attentat à Izmir contre Mustafa Kemal, les dirigeants du parti furent arrêtés et traduits en cour martiale et le parti dissous. Bien que Karabekir et d'autres aient été complètement innocentés, ils passèrent les quinze années suivantes en résidence surveillée ou en prison, d'autres furent exécutés. Mais après la mort de Mustafa Kemal, İnönü fit rentrer Karabekir au parlement en 1939 et en 1946 l'en fit nommer président, poste qu'il occupa jusqu'à sa mort. Cebesoy, lui-même rentré plus tôt au parlement en 1931, en devint également président, après la mort de Karabekir en 1948.

## Sources
1. ↑  Cemil Koçak, « Parliament Membership during the Single-Party System in Turkey (1925-1945) », European Journal of Turkish Studies, 3 (2005)